# نوم مشترك
النوم المشترك (بالإنجليزية: Co-sleeping)‏ هو حالة نوم الرضع والأطفال الصغار بالقرب من أحد الوالدين أو كليهما، بدلا من النوم في غرفة منفصلة. ينام الأفراد في حالة النوم المشترك متقاربون حسيا من بعضهم البعض، حيث يشعر الفرد بوجود الآخرين. يمكن أن يحدث هذا التقارب الحسي إما عن طريق اللمس أو الشم أو الطعم أو الضوضاء. لذلك، يمكن للأفراد أن يكونوا علي مسافة بضعة سنتيمترات من بعضهم أو على الجانب الآخر من الغرفة.
يعتبر النوم المشترك من الممارسات المعتادة في أجزاء كثيرة من العالم، ويمارسها أقلية كبيرة في البلدان التي تستخدم فيها أيضا أسِرة (جمع سرير) الأطفال. وتشارك السرير الواحد، هي ممارسة ينام فيها الرضع والأطفال الصغار في نفس السرير مع أحد الوالدين أو كليهما، ويمثل ذلك أحد صور النوم المشترك. ويشير الفراش المشترك إلى تشارك الرضع (عادة التوائم) نفس السرير. وهناك آراء متضاربة حول سلامة تقاسم الأسِرة والصحة مقارنة باستخدام سرير منفصل للرضع.
تشجع الأكاديمية الأمريكية لطب الأطفال على تقاسم الغرف (النوم في نفس الغرفة ولكن على أسطح منفصلة) في بيان سياستها بشأن الوقاية من متلازمة موت الرضع الفجائي، لكنها توصي بعدم تقاسم السرير مع الرضع.
تشير الأحكام القانونية الأخيرة إلى أن تقاسم السرير قد اعتبر كعامل في حالات الاختناق العرضي للرضع. على سبيل المثال، تم توجيه الاتهام إلى الوالدين تحت تأثير المخدرات أو الكحول والذين مات طفلهم أثناء تقاسم السرير، وفي بعض الأحيان، تمت محاكمتهم بالقتل الخطأ في عدة ولايات أمريكية (بما في ذلك مينيسوتا وجورجيا وبنسلفانيا، ويسكونسن ويوتا.

## مقدمة

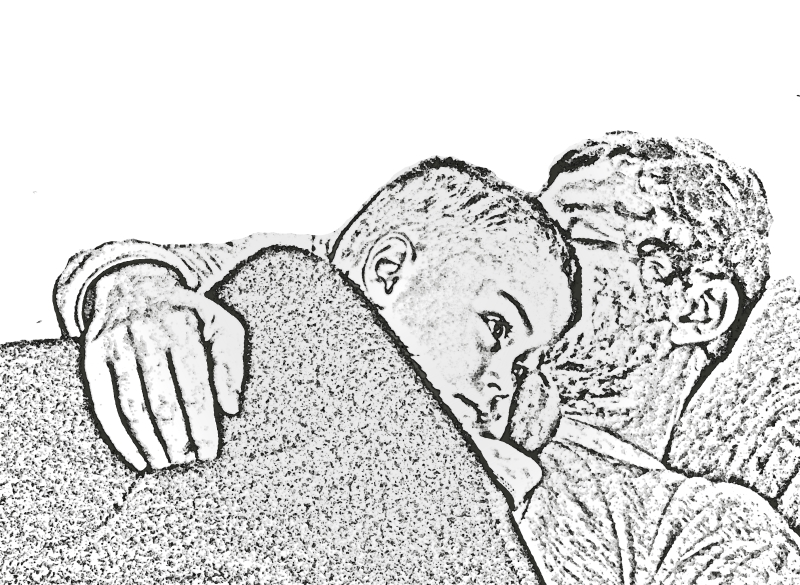
طفل يكمن في ذراعي والده

تقاسم السرير هو ممارسة معيارية في أجزاء كثيرة من العالم خارج أمريكا الشمالية وأوروبا وأستراليا، وحتى في المناطق الأخري، تتقاسم أقلية كبيرة من الأطفال سريرا مع والديهم في مرحلة ما من الطفولة. وأفادت دراسة أجريت عام 2006 عن الأطفال الذين تتراوح أعمارهم بين 3 و 10 سنوات في الهند أن 93٪ من الأطفال يتقاسمون الأسِرة في حين أن دراسة عام 2006 للأطفال في ولاية كنتاكي في الولايات المتحدة ذكرت أن 15٪ من الرضع والأطفال الصغار 2 أسابيع إلى 2 سنوات يتشاركون الأسِرة.
تقاسم السرير يمارس على نطاق واسع في جميع المناطق منذ القرن التاسع عشر، حتى بداية ظهور إعطاء الطفل غرفة أو سرير خاص به. وفي أجزاء كثيرة من العالم، يتسبب تقاسم السرير ببساطة بفائدة عملية من إبقاء الطفل دافئا في الليل. وقد تم مؤخرا إعادة إدخال تقاسم الأسِرة (جمع سرير) في الثقافة الغربية من قبل ممارسي تربية التعلق. ويرى المؤيدون أن تقاسم الأسِرة ينقذ حياة الرضع (خاصة بالاقتران مع التمريض )، ويعزز الترابط، ويتيح للوالدين الحصول على مزيد من النوم ويسهل الرضاعة الطبيعية. ويمكن للرضع الأكبر سنا أن يرضع أثناء الليل دون استيقاظ الأم. ويجادل المعارضون بأن النوم المشترك مرهق للطفل عندما يكون غير متشارك في النوم. كما يستشهدون بالقلق من أن أحد الوالدين قد يخنق الطفل أو يروج لاعتماد غير صحي من قبل الطفل على الوالدين. وبالإضافة إلى ذلك، فإنهم يؤكدون أن هذه الممارسة قد تتداخل مع العلاقة بين الوالدين، عن طريق الحد من الاتصال والجماع في وقت النوم على حد سواء، وتقول أن الفراش في العصر الحديث ليس آمنا لتشاركه.
ولأن الأطفال يعتادون على السلوكيات المكتسبة في التجارب المبكرة، فإن تقاسم الأسرة في مرحلة الطفولة سيزيد أيضا من احتمال أن يزحف هؤلاء الأطفال إلى سرير والديهم لاحقا.

## السلامة والصحة
يختلف اختصاصيو الرعاية الصحية حول تقنيات وفعالية وأخلاقيات تقاسم السرير. اللجنة الأمريكية لسلامة المنتجات الاستهلاكية والأكاديمية الأمريكية لطب الأطفال لا تشجع بشدة على النوم المشترك بسبب خطر الاختناق أو الخنق، ولكن بعض أطباء الأطفال والباحثين في الرضاعة قد عارضوا هذا الموقف.

### المزايا
أفادت إحدي الدراسات أن الأمهات يحصلن على مزيد من النوم والرضاعة الطبيعية من خلال النوم المشترك أكثر من غيره. كما يكون الوالدان أقل انهاكا مع هذا القدر من السهولة في تغذية وراحة أطفالهما بمجرد الوصول إلى الطفل. ونتيجة لذلك، فإن النوم المشترك يزيد أيضا من استجابة الآباء لاحتياجات أطفالهم.
وقد قيل أن النوم المشترك تطور على مدى خمسة ملايين سنة، وأنه يغير من تجربة نوم الرضيع وعدد عمليات التفتيش الأمومية علي الرضيع، وأنه يوفر نقطة بداية للنظر في الطرق غير التقليدية التي ربما تساعد في تقليل خطر متلازمة موت الرضيع الفجائي.
هرمونات الإجهاد تكون أقل في الأمهات والرضع الذين ينامون بشكل مشترك، وتحديدا التوازن في هرمون الإجهاد الكورتيزول، والذي تعتبر السيطرة عليه أمر ضروري لنمو صحي للطفل. في الدراسات التي أجريت مع الحيوانات، كان الرضع الذين بقوا بالقرب من أمهاتهم لديهم مستويات أعلى من هرمونات النمو والانزيمات اللازمة لنمو الدماغ والقلب. أيضا فإن فسيولوجيا الأطفال الذين ينامون بشكل مشترك كانت أكثر استقرارا، بما في ذلك درجات حرارة أكثر استقرارا، وإيقاعات قلب أكثر انتظاما، وأوقات توقف طويلة في التنفس أكثر من الأطفال الذين ينامون وحدهم.
وإلى جانب المزايا التنموية الجسدية، فإن النوم المشترك قد يعزز أيضا الصحة العاطفية على المدى الطويل. في دراسات متابعة طويلة الأمد للرضع الذين ينامون مع والديهم وأولئك الذين ينامون وحدهم، كان الأطفال الذين ينامون مع والديهم أكثر سعادة وأقل قلقا، وكان لديهم تقدير أعلى للذات، وأقل عرضة للخوف من النوم، وعدد أقل من المشاكل السلوكية، ويميلون إلى أن يكونوا أكثر راحة في العلاقة الحميمة، وكانوا عموما أكثر استقلالية كبالغين. والنوم المشترك منذ الولادة أو بعد ذلك بوقت قصير هو القاعدة إلا في بعض الثقافات الغربية.
النوم المشترك يحمل مزايا عملية في أنه أكثر ملاءمة للرضاعة الطبيعية، أو ممارسة الطفل قعادة التدريب قعادة.

### معارضة الحجج والاحتياطات
بعض الآباء يشكلون تهديدات للرضع بسبب سلوكهم وظروفهم، مثل التدخين أوشرب الكحول، وتعاطي المخدرات، وتاريخ الالتهابات الجلدية، والسمنة، أو أي سمات محددة أخرى تزيد من المخاطر. بالإضافة إلى ذلك، هناك بعض السلوكيات الخطيرة التي تزيد من متلازمة موت الرضيع الفجائي وينبغي تجنبها سواء نام الطفل في سريره أو أثناء النوم المشترك، فيجب أن ينام الرضع دائما على ظهره على سطح ثابت (وليس المسطحات المائية، والوسائد، أو الفرشاة، أو الأرائك)، ة يجب أن تتقاطع المراتب مع الإطار الخشبي بإحكام، ولا ينبغي أن تكون هناك حيوانات محشوة أو ألعاب ناعمة بالقرب من الطفل، وينبغي أن تكون البطانيات خفيفة، وينبغي عدم تغطية رأس الطفل، وينبغي تجنب عوامل الخطر الأخرى.
وصلت حالات وفيات النوم المشترك في تكساس إلى 182 حالة على الأقل في السنة المالية 2013-2014، والتي تنتهي في 31 أغسطس، مقارنة ب 169 حالة في الفترة 2012-2013. وكان جميع الرضع الذين لقوا حتفهم تحت سن سنة واحدة تقريبا. وقال جون لينان، المتحدث باسم خدمات حماية الأطفال في مقاطعة ويب في لاريدو، إن وضع كل أسرة يتم فحصه بشكل فردي لتقديم توصيات من أجل بيئة آمنة للأطفال. وأضاف أن مفتاح ترتيبات النوم هو التأكد من أن الرضيع لديه مجال للتنفس أثناء النوم.
كما أن النوم المشترك يزيد من مخاطر الاختناق والخنق، فإن نوعية المراتب، والوسائد قد تخنق الرضيع. ومن ثم يوصي بعض الخبراء بأن يكون السرير ثابتا، ولا ينبغي أن يكون سرير مائي أو أريكة؛ وأنه لا ينبغي أن تستخدم لحاف ثقيل أو وسائد. وهناك نصيحة أخرى مشتركة لمنع الاختناق وهي الحفاظ على الطفل على ظهره، وليس بطنه. يمكن للوالدين الذين يمتدون أثناء نومهم أن يسحقوا عن غير قصد و/أو أن يخنقوا أطفالهم، خاصة إذا كانوا مبالغين في النوم أو متعبين أو مفرطين في الشراب أو يعانون من السمنة المفرطة. وهناك أيضا خطر سقوط الطفل على أرضية صلبة، أو التعلق بين السرير والجدار أو اللوح الأمامي. وهناك حل مقترح لهذه المشاكل هو تجاور الأسرة، والذي بدلا من تقاسم السرير يتم وضع سرير الطفل بجانب السرير الأم.
كما أن وجود الطفل في غرفة نوم الوالدين يثير القلق حول عدم الخصوصية بين الوالدين والطفل. وقد يؤدي عدم الخصوصية إلى زيادة التوتر وتقليل العلاقة الحميمة بين الزوجين.
وهناك احتياطات أخرى يوصى بها الخبراء وهي أن الأطفال الصغار يجب ألا يناموا إلى جانب الأطفال دون تسعة أشهر من العمر. 

### الرابطة مع متلازمة موت الرضع المفاجئ
غالبا ما يعتبر النوم المشترك ممارسة غير ضرورية تسبب مشاكل مثل متلازمة موت الرضع المفاجئ، ومع ذلك، أظهرت الأبحاث أن الآراء تختلف في العلاقة بين هذه المتلازمة وبين النوم المشترك. إلا أن المسألة الأكثر إثارة للجدل بشأن هذه المتلازمة هي ما إذا كان تقاسم السرير هو السبب الرئيسي، وما إذا كان ينبغي تجنبها أو تشجيعها.
تشير البحوث إلى أن النوم المشترك، وخاصة تقاسم السرير ينبغي تجنبه لأنه يزيد من خطر متلازمة موت الرضع المفاجئ، وتظهر الأبحاث أنه إذا تم القيام بممارسات النوم المشتركة بطريقة مناسبة وآمنة فإنه يمكن أن يكون مفيدا جدا ويقلل من خطر حدوث متلازمة موت الرضع المفاجئ. وأظهرت دراسة في أسر جزر المحيط الهادئ، والتي أجريت في نيوزيلندا، أن تبني الممارسات السليمة لتقاسم الأسِرة وتقاسم الغرف ينقذ حياة الرضيع وأنه لا يوجد رضيع مات متلازمة موت الرضع المفاجئ.

## الانتشار
أظهرت دراسة لعدد صغير من السكان في شمال شرق إنجلترا مجموعة متنوعة من استراتيجيات الترتبية الليلية وأن 65٪ من العينة قد تقاسمت الأسِرة، و 95٪ منهم فعلوا ذلك مع كلا الوالدين. وأفادت الدراسة أن بعض الوالدين وجدوا فعالية تشارك السرير، لكنها كانت سرية في ممارساتهم، خوفا من عدم الموافقة عليها من قبل المهنيين الصحيين والأقارب. ووجدت الدراسة الاستقصائية التي أجراها المركز الوطني للإحصاءات الصحية في الفترة من عام 1991 إلى عام 1999 أن 25٪ من الأسر الأمريكية تنام دائما مع طفلها في السرير، و 42٪ تنام مع طفلها أحيانا، و 32٪ لا ينامون ابدا مع طفلهم.

### العوامل الاجتماعية والاقتصادية
الافتراضات الأولية على النوم المشترك قد تضعه في سياق الدخل والوضع الاجتماعي والاقتصادي. وعموما، فإن الأسر ذات الوضع الاجتماعي والاقتصادي المنخفض لن تكون قادرة على تحمل غرفة منفصلة للطفل في حين أن أصحاب الحالة الاجتماعية والاقتصادية العالية يمكنهم بسهولة أكبر امتلاك منزل بعدد كاف من الغرف. ومع ذلك، تشير البيانات الإحصائية إلى انتشار النوم المشترك في الأسر اليابانية الغنية وقدرة الأسر الغربية الفقيرة على أن تجد مساحة منفصلة لطفلها، تشير إلى أن قبول النوم المشترك هو نتيجة للثقافة.

### العوامل الثقافية
تُظهر العديد من الدراسات أن انتشار النوم المشترك هو نتيجة للتفضيل الثقافي. ففي دراسة أجريت على 19 دولة، ظهر اتجاه، يصور ممارسة مقبولة على نطاق واسع من النوم المشترك في البلدان الآسيوية والأفريقية، وأمريكا اللاتينية، في حين أنه نادرا ما تمارسها بلدان أوروبا وأمريكا الشمالية. وقد نتج هذا الاتجاه في معظمه عن مخاوف الآباء والأمهات: الآباء الآسيويين والأفارقة وأمريكا اللاتينية قلقون من الانفصال بين الوالدين والطفل، في حين يخشى الآباء والأمهات في أوروبا وأمريكا الشمالية من عدم الخصوصية لكل من الوالدين والطفل.